# 國會柱
國會柱（法語：Colonne du Congrès，法語發音：[kɔlɔn dy kɔ̃ɡʁɛ]，荷蘭語發音：[kɔŋˈɣrɛskoːˌlɔm]）是位於比利時首都布魯塞爾的一個紀念柱，是為了紀念1830年至1831年期間比利時建國和召開國民議會而修建。國會柱修建於1850年至1859年期間。2002年至2008年，國會柱進行了修復工程。無名戰士墓位於國會柱底座。

## 外部連結
- 维基共享资源上的相關多媒體資源：國會柱